# Neocorynura fuscipes
Neocorynura fuscipes is een vliesvleugelig insect uit de familie Halictidae. De wetenschappelijke naam van de soort is voor het eerst geldig gepubliceerd in 1869 door Packard.